# Petrovac (općina u BiH)
Petrovac je općina u zapadnom dijelu Bosne i Hercegovine u Bosanskoj krajini, a nastala je od manjeg dijela općine Bosanski Petrovac, koji je prema Daytonskog sporazumu pripao Republici Srpskoj.
Općinsko je središte naseljeno mjesto Drinić.

## Zemljopis
Općina Petrovac je smještena na sjevernozapadnom dijelu RS. Obuhvata krajnji, istočni dio Petrovačkog polja i područje planina Klekovače i Srnetice. Brojni su izvori i potoci.

## Stanovništvo
| Stanovništvo općine Petrovac |              |
| godina popisa                | 2013.        |
| Srbi                         | 358 (99,17%) |
| Hrvati                       | 0            |
| Bošnjaci                     | 0            |
| ostali i nepoznato           | 3 (0,83%)    |
| ukupno                       | 361          |

## Naseljena mjesta
Općinu Petrovac sačinjavaju sljedeća naseljena mjesta:
Bravski Vaganac, 
Bukovača, 
Bunara, 
Drinić,
Klenovac i 
Podsrnetica.
Navedena naseljena mjesta su do potpisivanja Daytonskog mirovnog sporazuma bila u sastavu općine Bosanski Petrovac koja je ušla u sastav Federacije BiH.

## Povijest
Područje općine Petrovac je od davnina naseljeno. Na ovom području postoje arheološka nalazišta ("gradina" Stražbenica) ali su istraživana samo amaterski (srebrni i nekoliko bakarnih rimskih novčića, kompletan brončani nakit za ukrašavanje ženske kose, nekoliko bronzanih prstenova i narukvica, kopči za toge - fibule). I sada su vidljivi obrisi puta koji je nekada vodio do na vrh ovoga brda.
Za vrijeme 1. svjetskog rata muški stanovnici su bili regrutirani u austrijsko-ugarsku vojsku i borili se na frontovima Srbije i Rusije. Mnogi su promijenili stranu i rat dočekali u srpskoj vojsci. Za nagradu su dobili zemlju na Kosovu i Metohiji pa je to tada bila prva kolonizacija stanovništva petrovačkog područja u Srbiju.
U 2. svjetskom ratu stanovništvo je bilo oprijedeljeno za partizanski pokret. Radila je u Driniću partizanska štamparija, u Jasikovcu je bila partizanska bolnica. Početak oslobođenja donio je još jednu seobu u Srbiju. 
Iako je na početku rada, i početkom 20. stoljeća Oštrelj bio centar Šipadovih željeznica, istinska željeznička raskrsnica bila je Srnetica, za koju su stanovnici petrovačkog kraja uvijek bili usko vezani.

## Gospodarstvo
Gospodarstvena djelatnost je svedena na šumsko-gospodarsko društvo Šume RS, podružnica Drinić i nekoliko manjih pilana. Turizam je gospodarska grana koja je u Driniću tek počinje s razvojem. Potencijali su veoma veliki a pored izgrađenog lovačkog doma i infrastrukture koja prati ovakve objekte u planu je izgradnja motela s većim smještajnim kapacitetima.

## Spomenici i znamenitosti
U Driniću je spomenik antifašističkim borcima iz Drugog svjetskog rata, zanimljivog izgleda i interesantne umjetničke ideje iz sedamdesetih godina prošloga stoljeća. Odmah pored ovog zdanja nalazi se i spomen-ploča žrtvama fašističkog terora ovoga kraja. Tu je i spomen kuća poginulim iz rata 1992 - 1995.

## Obrazovanje
U Driniću ima jedna osnovna škola.

## Vanjske poveznice
- Službene stranice općine Petrovac  Arhivirana inačica izvorne stranice od 15. svibnja 2020. (Wayback Machine)